# Marius Eriksen
Emil Marius Eriksen (Barbu, Arendal, Aust-Agder, 9 de desembre de 1886 – Oslo, 14 de setembre de 1950) va ser un gimnasta noruec que va competir a començaments del segle xx. Era el pare dels esquiadors Marius Eriksen, Jr i Stein Eriksen, i l'avi de l'actriu i directora de cinema Beate Eriksen.
El 1912 va prendre part en els Jocs Olímpics d'Estocolm, on va guanyar la medalla de bronze en el concurs per equips, sistema suec del programa de gimnàstica, com a membre de l'equip noruec.